# Niederösterreichischer Fußballcup
Der Cup des Niederösterreichischen Fußballverbandes, kurz „NÖFV-Cup“ genannt, ist einer von neun österreichischen Fußball-Pokalwettbewerben für Amateurmannschaften der Herren auf Verbandsebene. In Niederösterreich ist dies der Niederösterreichische Fußball-Verband, der den Pokalbewerb im K.-o.-System ausrichtet.
Der Pokalwettbewerb trägt den Namen NÖ-Meistercup, bis 1975 Niederösterreichischer Landespokal, ab 1983 NÖ-Meistercup und ist ein Qualifikationsbewerb für den ÖFB-Cup. Zurzeit ist der Pokal durch Admiral als Admiral NÖ-Meistercup bekannt. In der Saison 2018/19 konnte der SV Gloggnitz den Titel gewinnen.
Der Landespokal stellte beginnend in den späten 1920er Jahren bis in die 1950er Jahre neben der Meisterschaft den Höhepunkt des niederösterreichischen Fußballgeschehens dar. Nach mehrmaligen Unterbrechungen wird der Bewerb seit 1984 jährlich unter der offiziellen Bezeichnung NÖ-Meistercup ausgespielt. Teilnahmeberechtigt sind im Gegensatz zum alten Landescup nur mehr die Meistervereine der einzelnen niederösterreichischen Ligen.

## Bezeichnung (Sponsor)

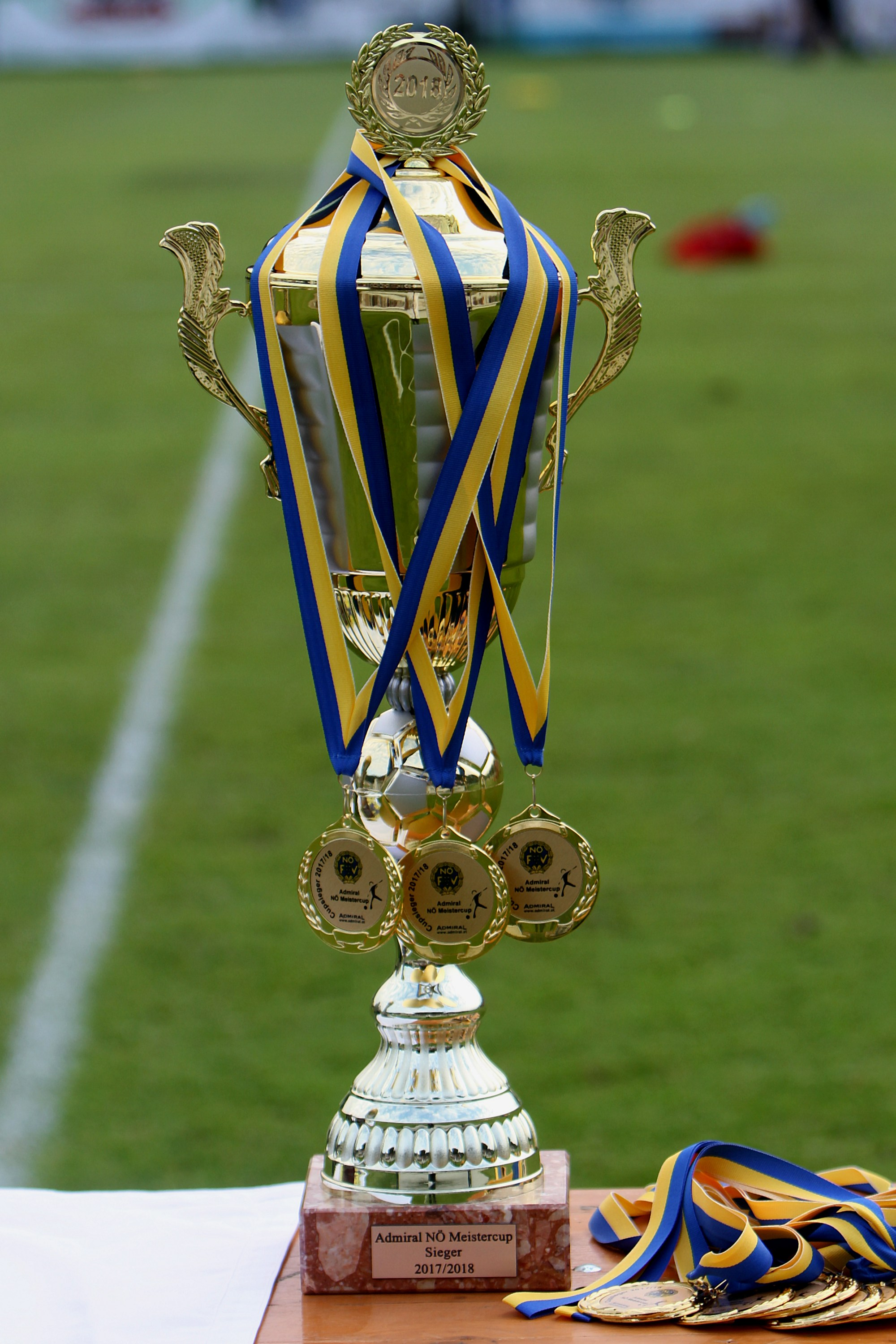
Der Jahressieger erhält einen Erinnerungspokal und Medaillen

Der Cup wird seit 2009 mit einem Sponsor im Namenszug ausgetragen. Davor wurde der Pokalbewerb einfach Niederösterreichischer Landescup genannt. Folgende Sponsoren beziehungsweise Namensänderungen hat der niederösterreichische Pokalwettbewerb in seiner Namensgebung gehabt:
- Niederösterreichischer Landescup 1927-1974/75
- NÖ Meistercup: seit 1983/84
- der Sponsor ist im Namenszugs in Verbindung mit dem NÖ Meistercup:
  - Admiral-NÖ-Meistercup: seit 2009/10

## Spielmodus, Teilnehmer und Auslosung
Der NÖ-Meistercup wird im K.-o.-System ausgetragen. Alle Runden bis zum Halbfinale werden in einem Spiel entschieden. Die Auslosung der ersten Runden findet unter geographischen Gesichtspunkten statt. Sofern sie gegen Meister aus den 2. Landesligen und Gebietsligen gelost werden, haben Vereine aus den 3. und 2. Klassen bis zur 3. Runde grundsätzlich Heimrecht. Sofern sie gegen Mannschaften aus den Gebietsligen spielen, müssen die Meister der Landesligen in der 2. Runde ebenfalls auswärts antreten. Sollten beide Vereine in der gleichen Leistungsstufe spielen, hat der erstgenannte Verein bei der Auslosung Heimrecht.
Das Finale wird mit Hin- und Rückspielt bestritten. Der Sieger des erstgezogenen Halbfinalspieles gilt im Hinspiel als Heimmannschaft, der Sieger des zweitgezogenen Halbfinalspiels als Auswärtsmannschaft. Steht es nach 90 Minuten Unentschieden, wird eine Verlängerung von 2 × 15 Minuten gespielt. Sollte noch immer kein Sieger feststehen, so wird dieser im Elfmeterschießen ermittelt.
- 1. Runde: Vorrunde (Meister der 3., 2. und 1. Klassen)
- 2. Runde: 1. Hauptrunde (die Meister der Gebietsliga und 2. Landesliga steigen ein)
- 3. Runde: Achtelfinale: 16 Teilnehmer (der Meister der 1. Landesliga steigt ein)
- 4. Runde: Viertelfinale: 8 Teilnehmer
- 5. Runde: Halbfinale: 4 Teilnehmer
- 6. Runde: Finale: 2 Teilnehmer

## Prämien
Die Verlierer der 1. Runde erhalten jeweils eine Antrittsprämie in Höhe von 200 Euro, jene der 2. Runde 400 Euro und jene der 3. Runde 800 Euro. Ab der 3. Runde erhält der Heimverein eine Matchballspende des Bewerbssponsors. An die Verlierer der Halbfinalspiele wird eine Prämie von 1000 Euro ausgeschüttet.
Die beiden Finalisten werden mit Erinnerungspokalen und Medaillen ausgezeichnet. Zusätzlich erhält der Sieger den Wanderpokal, der nach dreimaligem Sieg in den Besitz des Vereins übergeht. Zusätzlich erhält der Sieger eine Prämie von 3000 Euro und der Verlierer eine solche von 2000 Euro.

## Geschichte

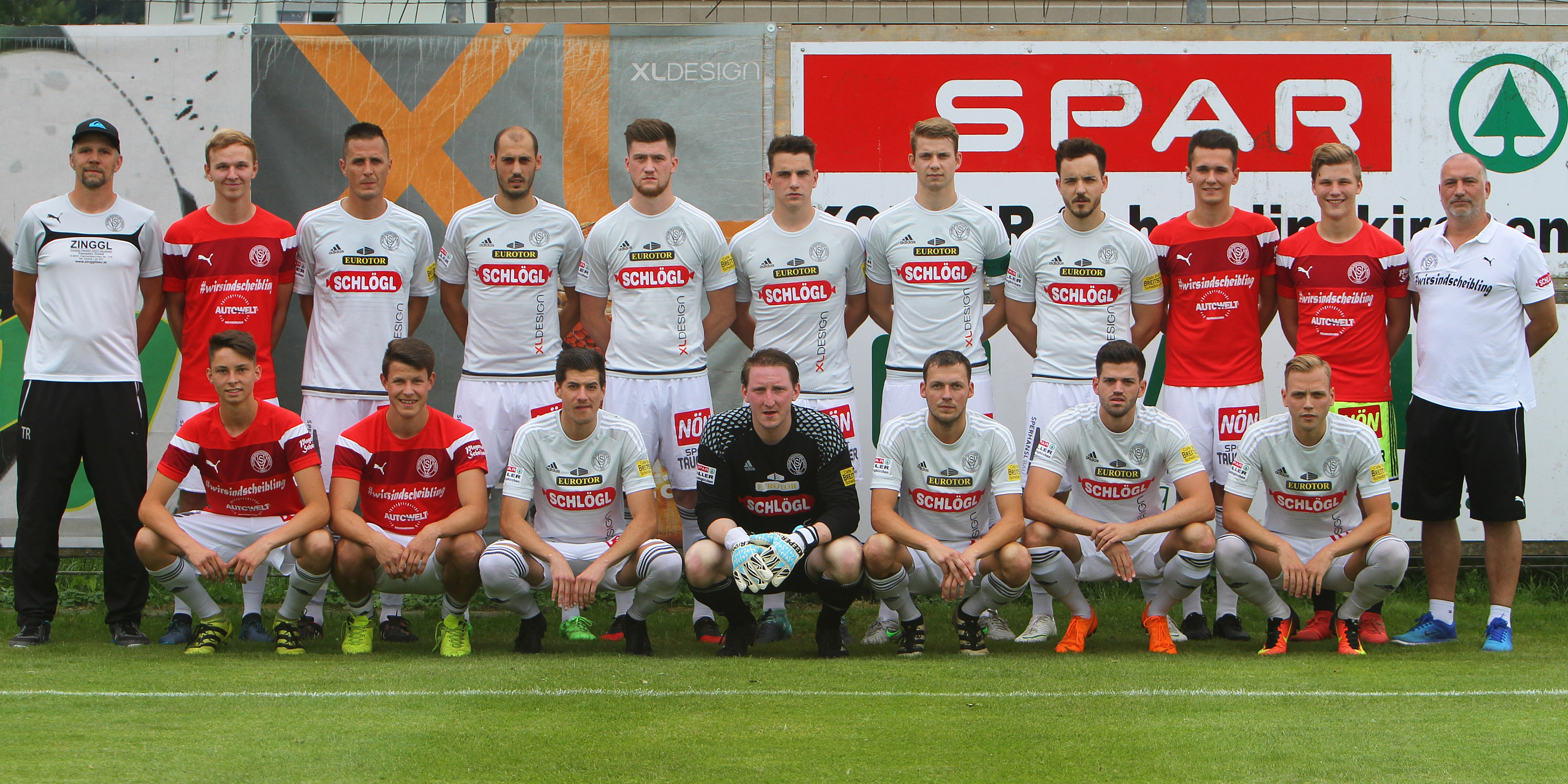
Sieger 2017/18: USV Scheiblingkirchen-Warth

Landescup bis 1951
| Saison                           | Pokal-Sieger                     | Finalist                         | Resultat(e)                      |
| Niederösterreichischer Landescup | Niederösterreichischer Landescup | Niederösterreichischer Landescup | Niederösterreichischer Landescup |
| -------------------------------- | -------------------------------- | -------------------------------- | -------------------------------- |
| 1920                             | ASK Liesing                      | keine Information                | keine Information                |
| 1921 bis 1923                    | kein Bewerb                      | kein Bewerb                      | kein Bewerb                      |
| 1924                             | ASK Liesing                      | keine Information                | keine Information                |
| 1925 bis 1926                    | kein Bewerb                      | kein Bewerb                      | kein Bewerb                      |
| 1927                             | ESV Vorwärts Krems               | keine Information                | keine Information                |
| 1928 bis 1930                    | kein Bewerb                      | kein Bewerb                      | kein Bewerb                      |
| 1930/31                          | SV Tulln                         | keine Information                | keine Information                |
| 1931/32                          | Badener AC                       | keine Information                | keine Information                |
| 1932/33                          | SV Tulln                         | keine Information                | keine Information                |
| 1933/34                          | SV Tulln                         | ASV Rapid Hohenau                | 5:3                              |
| 1934/35                          | SC Berndorf                      | Stockerauer SV 07                | 2:1 u. 3:3                       |
| 1935/36                          | Kremser SC                       | ESV Wacker Wiener Neustadt       | 1:1 u. 3:1                       |
| 1936/37                          | ASV Rapid Hohenau                | keine Information                | keine Information                |
| 1937/38                          | kein Bewerb                      | kein Bewerb                      | kein Bewerb                      |
| 1938/39                          | ASV Rapid Hohenau                | keine Information                | keine Information                |
| 1939/40                          | kein Bewerb                      | kein Bewerb                      | kein Bewerb                      |
| 1940/41                          | WSV BU Neunkirchen               | keine Information                | keine Information                |
| 1941/42 bis 1944/45              | kein Bewerb                      | kein Bewerb                      | kein Bewerb                      |
| 1945/46                          | Badener AC                       | 1. Wiener Neustädter SC          | 1:2 und 3:1                      |
| 1946/47                          | SC Siebenhirten                  | Marathon Korneuburg              | 3:1                              |
| 1947/48                          | SV Gloggnitz                     | SC Siebenhirten                  | 1:0                              |
| 1948/49                          | SC Siebenhirten                  | SV Zistersdorf                   | 3:1 n. V.                        |
| 1949/50                          | ASV Rapid Hohenau                | keine Information                | keine Information                |
| 1950/51                          | SC Ortmann                       | Badener AC                       | 2:1                              |

Der Niederösterreichische Fußballverband entstand als selbstständiger Verband im Jahre 1922, bis dahin handelte es sich nur um einen Teilverbandes des ÖFB, der unter anderem Ausrichter der österreichischen Meisterschaften und des ÖFB-Cup gewesen war. Zwar blieb der NÖFV weiterhin verwaltungstechnisch mit dem ÖFB vereint, schrieb aber für die Saison 1922/23 erstmals eine niederösterreichische Landesmeisterschaft aus. Die Einführung des Landespokals wurde seitens des NÖFV allerdings erst 1926 unter Präsident Franz Gstaltner beschlossen, die erste Austragung fand im Jahr darauf statt. Nach der vorübergehenden Vereinigung des NÖFV und des WFV wurde dieser Bewerb jedoch bald wieder fallen gelassen und erst 1931 wieder eingeführt. Mit einigen kurzen Unterbrechungen wurde der Cup, wenngleich unter verschiedenen Bezeichnungen und nicht immer mit den besten Mannschaften des Landes, bis 1941 ausgespielt, musste dann jedoch auf Grund der Ereignisse des Zweiten Weltkrieges eingestellt werden.
Im Rahmen des Bundesländer-Cups wurde der Wettbewerb nach Kriegsende 1946 wieder eingeführt. Nachdem dieser jedoch im Zuge der Staatsliga-Reform abgeschafft wurde, entschied der NÖFV als erster österreichischer Landesverband 1951 seinen Cupwettbewerb ebenso auf unbestimmte Zeit einzustellen.
Landescup in den 1970er Jahren
| Saison                           | Pokal-Sieger                     | Finalist                         | Resultat(e)                      |
| Niederösterreichischer Landescup | Niederösterreichischer Landescup | Niederösterreichischer Landescup | Niederösterreichischer Landescup |
| -------------------------------- | -------------------------------- | -------------------------------- | -------------------------------- |
| 1970/71                          | SV Admira Wiener Neustadt        | keine Information                | keine Information                |
| 1971/72                          | SC Ortmann                       | ATSV Hainburg                    | 5:0 und 2:4                      |
| 1972/73                          | SV Stockerau                     | keine Information                | keine Information                |
| 1973/74                          | KSV Böhlerwerk                   | keine Information                | keine Information                |
| 1974/75                          | SV Waidhofen/Thaya               | ASK Lichtenwörth                 | keine Information                |

1970 war es aber wiederum der NÖFV der als erster Verband in Österreich den Wettbewerb wieder einführte. Aufgrund des inzwischen abgeflauten Interesses der Bevölkerung hatte der Titel zwischenzeitlich an ideellem Wert verloren und so kam es bereits 1976 erneut zu einer Unterbrechung des Landescups.
Meistercup seit 1983
| Saison                | Pokal-Sieger                                      | Finalist                                          | Resultat(e)                                       |
| NÖ Meistercup         | NÖ Meistercup                                     | NÖ Meistercup                                     | NÖ Meistercup                                     |
| --------------------- | ------------------------------------------------- | ------------------------------------------------- | ------------------------------------------------- |
| 1983/84               | SC Zwettl                                         | keine Information                                 | keine Information                                 |
| 1984/85               | SV Oed/Zeillern                                   | keine Information                                 | keine Information                                 |
| 1985/86               | SV Eichgraben                                     | SC Melk                                           | 2:2 und 3:0                                       |
| 1986/87               | SV Blindenmarkt                                   | keine Information                                 | keine Information                                 |
| 1987/88               | SV Oed/Zeillern                                   | keine Information                                 | keine Information                                 |
| 1988/89               | SV Horn                                           | keine Information                                 | keine Information                                 |
| 1989/90               | SPG Gottsdorf/Marbach/Persenbeug                  | keine Information                                 | keine Information                                 |
| 1990/91               | USV Atzenbrugg-Heiligeneich                       | keine Information                                 | keine Information                                 |
| 1991/92               | SV Oberndorf                                      | keine Information                                 | keine Information                                 |
| 1993/93               | ASK Kottingbrunn                                  | keine Information                                 | keine Information                                 |
| 1993/94               | ASV Vösendorf                                     | keine Information                                 | keine Information                                 |
| 1994/95               | SV Oberndorf                                      | keine Information                                 | keine Information                                 |
| 1995/96               | 1. SV Maria Anzbach                               | SC Neudörfl                                       | 1:0 und 1:1                                       |
| 1996/97               | SV Oberndorf                                      | keine Information                                 | keine Information                                 |
| 1997/98               | FC Sturm 19 St. Pölten                            | keine Information                                 | keine Information                                 |
| 1998/99               | SV Hundsheim                                      | SV Lichtenau                                      | 5:0                                               |
| 1999/2000             | ÖTSU Hofstetten                                   | keine Information                                 | keine Information                                 |
| 2000/01               | SC Enzersfeld/Wien                                | ASV Asparn/Zaya                                   | 5:1 und 0:1                                       |
| 2001/02               | SC Theresienfeld                                  | SKN St. Pölten                                    | 3:1 und 7:0                                       |
| 2002/03               | ASK Schwadorf                                     | TSV Grein                                         | 1:1 und 5:2                                       |
| 2003/04               | SV Haitzendorf                                    | SV Stockerau                                      | 2:1                                               |
| 2004/05               | 1. SC Sollenau                                    | SV Absdorf                                        | 2:0 und 4:1                                       |
| 2005/06               | ATSV Ober-Grafendorf                              | ASK Bad Vöslau                                    | 3:0 und 1:3                                       |
| 2006/07               | SV Absdorf                                        | USC Kirchberg/Wagram                              | 1:0 und 3:1                                       |
| 2007/08               | 1. SC Sollenau                                    | FC Sturm 19 St. Pölten                            | 6:1                                               |
| 2008/09               | SV Gaflenz                                        | 1. SVg Wiener Neudorf                             | 3:2 und 3:2                                       |
| Admiral NÖ-Meistercup |                                                   |                                                   |                                                   |
| 2009/10               | SKN St. Pölten II                                 | ASK Bad Vöslau                                    | 2:0 und 1:1                                       |
| 2010/11               | SC Brunn am Gebirge                               | FK Blau-Weiss Hollabrunn                          | 3:3 und 3:0                                       |
| 2011/12               | FC Rohrendorf                                     | SV Leobendorf                                     | 3:0 und 1:1                                       |
| 2012/13               | SC Leopoldsdorf/Marchfelde                        | ATSV Ober-Grafendorf                              | 2:0 und 0:1                                       |
| 2013/14               | ASV Spratzern                                     | SV Stripfing                                      | 3:1 und 2:2                                       |
| 2014/15               | Kremser SC                                        | ASK Marienthal                                    | 2:2 und 3:0                                       |
| 2015/16               | SVg Purgstall                                     | AC Baden                                          | 2:0 und 2:1                                       |
| 2016/17               | SV Stripfing                                      | ASK Ybbs                                          | 1:1 und 1:0                                       |
| 2017/18               | USV Scheiblingkirchen-Warth                       | USC Rohrbach/Gölsen                               | 3:3 und 2:1                                       |
| 2018/19               | SV Gloggnitz                                      | SCU Kilb                                          | 1:1 und 4:0                                       |
| 2019/20               | wegen COVID-19-Pandemie in Österreich abgebrochen | wegen COVID-19-Pandemie in Österreich abgebrochen | wegen COVID-19-Pandemie in Österreich abgebrochen |
| 2020/22               | SVg Purgstall                                     | ASV Hohenau                                       | 0:0 / 1:0 n. V. und 0:0                           |
| 2022/23               | SV Haitzendorf                                    | SC Katzelsdorf                                    | 0:0 / 7:6 i. E. und 0:0                           |
| 2023/24               | SC Korneuburg                                     | UFC St. Peter/Au                                  | 2:1 und 1:1                                       |
| 2024/25               | SC Hirschwang                                     | SC Sitzenberg-Reidling                            | 5:1 und 2:2                                       |

1983 beschloss der NÖFV die Wiedereinführung eines reformierten Pokalbewerbes. An Stelle des bisherigen Landescups tragen die Meister der einzelnen Ligen, beginnend mit der Landesliga abwärts, einen jährlichen Meistercup aus. Der hohe sportliche Wert, den der einstige Landespokal besaß, ist aber heute durch die fast ausschließliche Teilnahme kleiner Vereine nicht mehr gegeben.
Besonderer Anreiz für die Vereine ist, dass der Sieger für die erste Hauptrunde im ÖFB-Cup teilnahmeberechtigt ist und so die Chance erhält, in dort in einem Heimspiel einen Verein der Bundesliga empfangen zu können. Neben dem Antrittsgeld in Höhe von 1000 Euro verblieben dort die Zuschauereinnahmen zur Gänze beim Heimverein. Zusätzlich werden die Kosten für das Schiedsrichterteam vom ÖFB getragen.

## Die bisherigen Titelträger

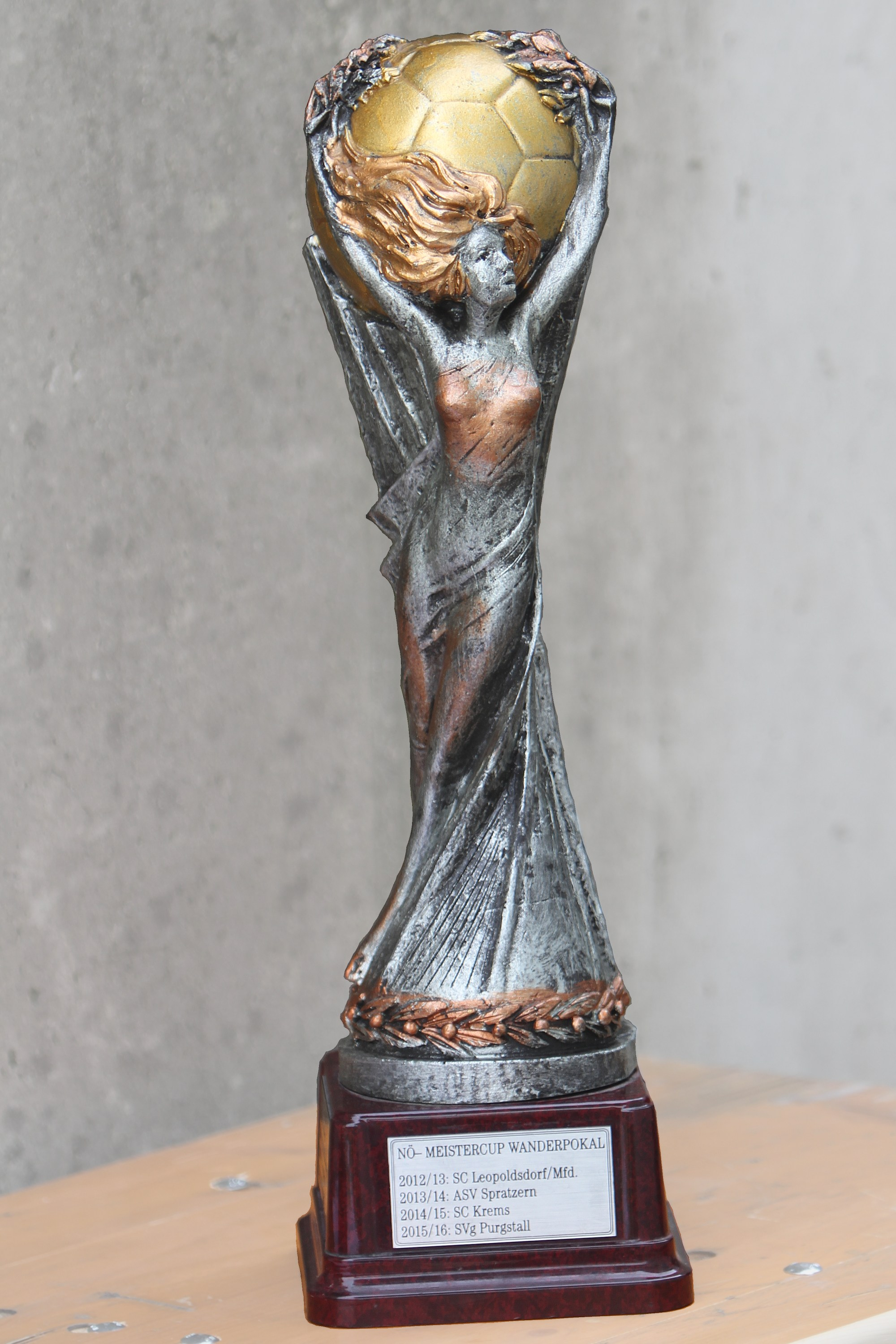
Der Wanderpokal, der nach drei Siegen in den Besitz des Vereins übergeht.

3 Pokalsiege
SV Oberndorf (1992, 1995, 1997)
ASV Hohenau (1937, 1938, 1950)
FC Tulln (1931, 1933, 1934)
2 Pokalsiege
| SV Haitzendorf (2004, 2023) SV Purgstall (2016, 2022) SV Gloggnitz (1948, 2019) Kremser SC (1936, 2015) 1. SC Sollenau (2005, 2008) SV Oed/Zeillern (1985, 1988) | SC Ortmann (1951, 1972) SC Siebenhirten (1947, 1949) Badener AC (1932, 1946) ASK Liesing (1920, 1924) |

1 Pokalsieg
| SC Hirschwang (2025) SC Korneuburg (2024) USV Scheiblingkirchen-Warth (2018) SV Stripfing (2017) ASV Spratzern (2014) SC Leopoldsdorf Marchfeld (2013) FC Rohrendorf (2012) SC Brunn am Gebirge (2011) SKN St. Pölten II (2010) SV Gaflenz (2009) SV Absdorf (2007) | ATSV Ober-Grafendorf (2006) ASK Schwadorf (2003) SC Theresienfeld (2002) SC Enzersfeld/Wien (2001) ÖTSU Hofstetten (2000) SV Hundsheim (1999) FC Sturm 19 St. Pölten (1998) 1. SV Maria Anzbach (1996) ASV Vösendorf (1994) ASK Kottingbrunn (1993) USV Atzenbrugg-Heiligeneich (1991) SPG Gottsdorf/Marbach/Persenbeug (1990) | SV Horn (1989) SV Blindenmarkt (1987) SV Eichgraben (1986) SC Zwettl (1984) SV Waidhofen an der Thaya (1975) KSV Böhlerwerk (1974) SV Stockerau (1973) SV Admira Wiener Neustadt (1971) WSV BU Neunkirchen (1941) SC Berndorf (1935) ESV Vorwärts Krems (1927) |